# Rossova ledena polica
Rossov ledeni šelf ili Rossova ledena polica  najveća je ledena polica Antarktike. Nalazi se u Rossovom moru između Viktorijine zemlje i Zemlje Marie Byrd. Najveći dio Rossove ledene police nalazi se unutar područja Rossovog zavisnog teritorija na čije pravo polaže Novi Zeland.

## Ime
Rossova ledena polica dobila je ime po kapetanu Jamesu Clarku Rossu koji ju je otkrio 28. siječnja 1841. godine. Prvobitno je nazvana „Barijera” (engleski: The Barrier) pošto je sprječavala daljnju plovidbu prema jugu.

## Opis
Površina je 2013. godine iznosila oko 500.809 km2, a širina oko 800 km (približna veličina Francuske). Debljina iznosi nekoliko stotina metara (na nekim mjestima do 750 metara). Više od 600 km skoro vertikalnog prednjeg ledenog dijela proteže se u otvorenom moru na nadmorskoj visini između 15 i 50 m. 90 % plutajućeg leda nalazi se ispod razine mora. Rossova ledena polica prosječno se dnevno pomiče od 1,5 do 3 metra.
Tu su i drugi ledenjaci koji se polako ulijevaju u njega. Istovremeno zamrzavanje morske vode ispod ledene mase povećava debljinu leda 40 – 50 cm. Ponekad naprsline i pukotine mogu prouzrokovati pucanje ledene police. Najveći poznati takav komad leda imao je površinu od oko 31.000 km2 što je malo veće od površine Belgije. Santa leda B-15, najveća zabilježena santa leda na svijetu, odvojila se od Rossove ledene police u svibnju 2000.

## Otkriće
Do Rossove ledene police prvi su stigli brodovi HMS Erebus i HMS Terror britanske antarktičke ekspedicije pod zapovjedništvom Jamesa Clarka Rossa 11. siječnja 1841. Cilj ekspedicije bio je pronalaženje Južnog magnetskog pola. Ross je sljedeće dvije godine proveo u potrazi za morskim putem do Južnog pola. Dva vulkana ovog područja, Mount Erebus i Mount Terror, dobili su imena po brodovima na kojima su plovili članovi ekspedicije.
Prvi istraživači Antarktike koristili su Rossovu ledenu policu kao početnu točku k Južnom polu. U prvom istraživanju ovog područja, Robert Falcon Scott izvršio je značajna istraživanja ove ledene police te njene okolice. I Roald Amundsen i Robert Falcon Scott prešli su ledenu policu kako bi stigli do Južnog pola 1911. Scottova ekspedicija pomrla je tijekom povratka s Južnog pola 1912.

## Istraživanje
Znanstvenici su dugo bili zaintrigirani Rossovom ledenom policom i njenom kompozicijom. Jedan veliki istraživački pokušaj bio je niz studija izvršenih tijekom 1957. i 1958., nastavljenih tijekom 1960. i 1961.
Značajan znanstveni poduhvat nazvan „Projekt Rossova ledena polica“ (engleski: Ross Ice Shelf Project) pokrenut je s ciljem bušenja ledene police kako bi se prikupili uzorci biomase i istražila sama ledena polica te njen utjecaj na morsko dno. Bušenja su trebala početi 1974., no bila su odgođena do 1976. Godine 1977. znanstvenici su uspjeli probušiti led i napraviti rupu kroz koju mogu vaditi uzorke. Skupina je također uspjela mapirati morsko dno, proučiti valove, ribe i druge oblike života koji obitavaju vodama. Također su istražili oceanografske i geološke uvjete, kao i temperaturu leda. Procijenili su da je temperatura baze ledene ploče oko –2,16 °C, a izveli su i proračune o promjeni temperature.
Tijekom 1980-ih podignut je niz meteoroloških stanica za mjerenje temperaturu na ledenoj polici, kao i na unutrašnjosti kontinenta.

## Vanjske poveznice
- Polar Discovery: Ross Sea Penguins and Lava Flows
- Some pictures of the Ross  Arhivirana inačica izvorne stranice od 15. rujna 2006. (Wayback Machine)
- Massive ice shelf 'may collapse without warning'
- Photograph of Ross Ice Shelf edge